# Liste des fontaines de Rouen
Cet article vise à recenser les fontaines et bassins de Rouen, en France.

## Histoire
À l'origine, les fontaines permettaient l'accès de la population à l'eau potable.
Jacques Le Lieur réalise un manuscrit enluminé conçu entre 1519 et 1526 pour la ville de Rouen, le Livre des Fontaines recensant les alimentations en eau de la ville. Il est actuellement conservé à la bibliothèque Jacques Villon de Rouen (Ms.G3).
Les sources historiques sont Gaalor, Carville et Yonville (dite aussi de Saint-Filleul), représentées sur le Livre des Fontaines. D'autres sources seront plus tard utilisées pour alimenter d'autres fontaines comme les sources Notre-Dame et Saint-Nicaise.
Sur la période 2021-2022, la ville de Rouen a programmé la remise en état de plusieurs de ces fontaines.

## Fontaines et bassins
| Fontaine                             | État                                    | Localisation                                                                                | Coordonnées                       | Source       | Auteur(s)                                                      | Date           | Commentaires                                                                                                   | Illus. |
| ------------------------------------ | --------------------------------------- | ------------------------------------------------------------------------------------------- | --------------------------------- | ------------ | -------------------------------------------------------------- | -------------- | --- | ------ |
| Fontaine gallo-romaine               | Vestige                                 | Sur la place de la Pucelle                                                                  | À déterminer                      | À déterminer | À déterminer                                                   | IIIe siècle    | |        |
| Fontaine du Gros-Horloge,            | Remise en service fin 2022              | Rue du Gros-Horloge                                                                         | 49° 26′ 29,61″ N, 1° 05′ 28,26″ E | Gaalor       | Jean-Pierre Defrance (architecte et sculpteur)                 | 1456 1733      | Classé MH (1889).                                                                                              |        |
| Fontaine de la Crosse                | À déterminer                            | Intersection de la rue des Carmes et de la rue de l'Hôpital                                 | 49° 26′ 35″ N, 1° 05′ 44″ E       | Gaalor       | Arsène Jouan (sculpteur)                                       | 1487 1861      | |        |
| Fontaine Saint-Romain                | En service                              | Rue Saint-Romain                                                                            | 49° 26′ 27″ N, 1° 05′ 43″ E       | Gaalor       | Pierre Jarry                                                   | 1500           | |        |
| Fontaine Saint-Maclou                | En service                              | Intersection de la rue de Martainville et de la rue Damiette                                | 49° 26′ 25,1″ N, 1° 05′ 32″ E     | Carville     | Jean Goujon ? (architecte et sculpteur)                        | 1517 vers 1540 | |        |
| Fontaine de la Croix-de-Pierre       | Vestige                                 | Dans le square André-Maurois                                                                | À déterminer                      | À déterminer | À déterminer                                                   | 1872           | Érigée en 1517 sur la place de la Croix-de-Pierre. Trop dégradée, elle est retirée et remplacée par une copie. |        |
| Fontaine de Lisieux,                 | Détruite par les bombardements de 1944. | Rue de la Savonnerie                                                                        | À déterminer                      | Yonville     | À déterminer                                                   | 1518           | |        |
| Fontaine des Jacobins                | En service                              | Intersection de la rue Fontenelle et de la rue Racine                                       | À déterminer                      | Yonville     | À déterminer                                                   | 1520           | Érigée[Quand ?] au sud de la rue de la Pie.                                                                    |        |
| Fontaine Saint-Cande                 | À déterminer                            | 24 rue aux Ours                                                                             | 49° 26′ 25,1″ N, 1° 05′ 32″ E     | Gaalor       | À déterminer                                                   | 1709           | Inscrit MH (1939).                                                                                             |        |
| Fontaine Saint-Vivien                | Vestige                                 | Rue Saint-Vivien                                                                            | 49° 26′ 32″ N, 1° 06′ 13″ E       | À déterminer | Michel du Hen (maçon)                                          | 1529 1606      | |        |
| Fontaine des Augustins               | En service                              | Dans le square Guillaume-Lion                                                               | 49° 26′ 14″ N, 1° 05′ 55″ E       | Carville     | Pierre Jarry                                                   | 1531 1749      | Déplacée en 1955.                                                                                              |        |
| Fontaine Sainte-Croix-des-Pelletiers | À déterminer                            | Rue Sainte-Croix-des-Pelletiers                                                             | 49° 26′ 38″ N, 1° 05′ 23″ E       | Gaalor       | À déterminer                                                   | 1634 1667      | Classé MH (1943).                                                                                              |        |
| Fontaine des Pénitents               | En service                              | 48, rue Saint-Hilaire                                                                       |                                   | Carville     | À déterminer                                                   | 1703           | |        |
| Fontaine du Marché-Neuf,             | Vestige                                 | Dans le square André-Maurois                                                                | 49° 26′ 49″ N, 1° 06′ 01″ E       | Gaalor       | Jean-Martin Paulet (sculpteur)                                 | 1761           | |        |
| Fontaine du Fardeau                  | À déterminer                            | Rue du Fardeau                                                                              | À déterminer                      | Gaalor       | À déterminer                                                   | vers 1770      | La conduite d'eau a disparu[Quand ?].                                                                          |        |
| Fontaine de la Croix-de-Pierre       | En service                              | Sur la place de la Croix-de-Pierre                                                          | 49° 26′ 32,7″ N, 1° 06′ 22,3″ E   | Carville     | Jacques-Eugène Barthélémy (architecte)                         | 1872           | Copie de l'originale de 1517.                                                                                  |        |
| Fontaine Jean-Baptiste de La Salle   | À déterminer                            | Sur la place Saint-Clément                                                                  | 49° 25′ 37,9″ N, 1° 04′ 39″ E     | À déterminer | Édouard Deperthes (architecte) Alexandre Falguière (sculpteur) | 1875           | Inscrit MH (1991).                                                                                             |        |
| Fontaine Bouilhet                    | À déterminer                            | Intersection de la rue Jacques-Villon et de la rue Jean-Lecanuet                            | 49° 26′ 39″ N, 1° 05′ 41″ E       | À déterminer | Louis Sauvageot architecte, Eugène Guillaume statuaire         | ca 1875-1899   | |        |
| Fontaine-réservoir Sainte-Marie      | À déterminer                            | Intersection de la rue Louis-Ricard et de la rue Sainte-Marie                               | 49° 26′ 49,9″ N, 1° 06′ 02″ E     | À déterminer | Édouard Deperthes (architecte) Alexandre Falguière (sculpteur) | 1879           | Classé MH (1995).                                                                                              |        |
| Fontaine « Fleur d'eau »             | En service                              | Intersection du quai du Havre et de la rue Saint-Éloi, au pied de la tour du Front de Seine | 49° 26′ 24″ N, 1° 05′ 09″ E       | À déterminer | Jean-Yves Lechevallier (sculpteur)                             | 1975           | |        |
| Fontaine « Au bout de l'errance »    | En service                              | Sur la place du 19-Avril-1944                                                               | 49° 26′ 36″ N, 1° 05′ 38″ E       | À déterminer | Dominique Denry (sculpteur)                                    | 1995           | |        |
| Bassin-fontaine                      | En service                              | Esplanade du Champ de Mars                                                                  | 49° 26′ 11″ N, 1° 06′ 16″ E       | À déterminer | À déterminer                                                   | À déterminer   | |        |
| Bassin-fontaine                      | En service                              | Dans le square Verdrel                                                                      | 49° 26′ 42″ N, 1° 05′ 35″ E       | À déterminer | À déterminer                                                   | À déterminer   | |        |
| Fontaine Saint-Hilaire               | À déterminer                            | À déterminer                                                                                |                                   | À déterminer | À déterminer                                                   | À déterminer   | |        |